# Grenzprodukt der Arbeit
Das Grenzprodukt der Arbeit (englisch marginal product of labour, MPL) ist eine betriebswirtschaftliche und volkswirtschaftliche Kennzahl, welche die kleinstmögliche Veränderung des Produktionsfaktors Arbeit und deren Auswirkung auf das Arbeitsvolumen untersucht. Pendant ist das Grenzprodukt des Kapitals. Die Wirtschaftswissenschaften kennen viele Komposita wie Grenzkosten, Grenznutzen, Grenzpreis oder Grenzprodukt, denen gemeinsam ist, dass es um den Zuwachs geht, der durch den Einsatz (englisch input) einer weiteren Einheit einer ökonomischen Größe erzielt oder aufgewendet wird. Das ist auch beim Grenzprodukt der Fall, einem von einem zusätzlichen Einsatz einer infinitesimal kleinsten Einheit eines Produktionsfaktors ausgelösten Ertragszuwachs (englisch output).
Das Grenzprodukt der Arbeit ist eine Unterart des Grenzproduktes in der neoklassischen Produktionstheorie, das den Zuwachs des Ertrags (oder des Nutzens) ausdrückt, der durch den Einsatz einer jeweils weiteren Einheit eines Produktionsfaktors (Arbeit, Boden, Kapital) erzielt wird. Das Grenzprodukt der Arbeit zeigt die zusätzliche Ausbringung (englisch output), die produziert werden kann, wenn der Arbeitseinsatz um eine infinitesimal kleine Einheit erhöht wird.

## Arten
Unterschieden wird zwischen dem partiellen Grenzprodukt, das die Wirkung des Einsatzes eines Produktionsfaktors von mehreren gemeinsam eingesetzten Produktionsfaktoren zeigt, und dem totalen Grenzprodukt, das die gemeinsame Wirkung der Veränderung aller eingesetzten Faktorarten beschreibt. Das Grenzprodukt der Arbeit ist mithin ein partielles Grenzprodukt, weil es lediglich den Faktor Arbeit untersucht.
Ist das Grenzprodukt der Arbeit {\displaystyle A} positiv, so gilt:
{\displaystyle {\frac {\delta f}{\delta A}}>0}.
Wird der Arbeitseinsatz weiter erhöht – bei konstanter Menge anderer Produktionsfaktoren – so sinkt nach dem Ertragsgesetz die Grenzproduktivität.

## Erklärung und Herleitung
Die Kennzahl der Produktivität ist stets ein Indiz für die Leistung und errechnet sich aus dem Quotient von Output und Input.
{\displaystyle \mathrm {Produktivit{\ddot {a}}t} ={\frac {\text{Output}}{\text{Input}}}}.
Die Arbeitsproduktivität gibt demzufolge das Verhältnis zwischen Output und dem dafür erforderlichen Arbeitseinsatz an. Bei der Grenzproduktivität des Faktors Arbeit handelt es sich demzufolge um die Output-Änderung bei Variation der eingesetzten Arbeitseinheiten. Das Grenzprodukt der Arbeit beschreibt somit den Beitrag des Faktors Arbeit im Produktionsprozess.
Mathematisch gesehen, ist das Grenzprodukt eines Produktionsfaktors stets die erste partielle Ableitung der jeweiligen Produktionsfunktion nach diesem Faktor.
Für die Grenzproduktivität der Arbeit {\displaystyle MP_{L}} ergibt sich also:
{\displaystyle MP_{L}:={\frac {\partial Y}{\partial L}}}.
Das mit dem Preis multiplizierte Grenzprodukt ({\displaystyle {\tfrac {\partial Y}{\partial L}}\cdot p}) nennt man auch Grenzwertprodukt oder Wertgrenzprodukt der Arbeit. Dieser Begriff gibt an, wie viel der letzte eingestellte Arbeiter zum Umsatz beiträgt.

## Beispiele

### Ertragsgesetzliche Produktionsfunktion
Diese wohl älteste Produktionsfunktion beruht auf Beobachtungen in der Landwirtschaft und wurde von Anne Robert Jacques Turgot als Gesetz vom abnehmenden Ertragszuwachs (auch Ertragsgesetz, siehe Tabelle) formuliert.
Der s-förmige Kurvenverlauf ist charakteristisch für diese Funktion. Bis hin zum Maximum gibt es einen positiven, aber stets abnehmenden Grenzertrag. Für das Grenzprodukt der Arbeit bedeutet dies, dass mit jeder zusätzlichen Arbeitseinheit der Grenzertrag stetig kleiner wird. Wird das Maximum überschritten, so fällt der Grenzertrag bzw. das Grenzprodukt sogar ins Negative. Der zusätzliche Einsatz von Arbeit ist dem Produktionsprozess dann nicht mehr förderlich, sondern schädlich. Das alte Sprichwort „Viele Köche verderben den Brei“ bringt dies zum Ausdruck.

### Zahlenbeispiel zum Ertragsgesetz
Hier soll von einer Produktion ausgegangen werden, bei der nur der Produktionsfaktor Arbeit ({\displaystyle L}) variabel ist. Alle übrigen Produktionsfaktoren werden nicht verändert. Angenommen wird ein konstanter Betrag des Kapitals ({\displaystyle K}) von 10.
Daran kann man sehen, wie der Betrag an Output {\displaystyle Q} ansteigt (wenn überhaupt), wenn sich der Input des Faktors Arbeit erhöht.
Beispiel:
| Arbeit {\displaystyle L} | Kapital {\displaystyle K} | Output | Grenzprodukt |
| ------------------------ | ------------------------- | ------ | ------------ |
| 0                        | 10                        | 0      | /            |
| 1                        | 10                        | 10     | 10           |
| 2                        | 10                        | 30     | 20           |
| 3                        | 10                        | 60     | 30           |
| 4                        | 10                        | 80     | 20           |
| 5                        | 10                        | 95     | 15           |
| 6                        | 10                        | 95     | 0            |
| 7                        | 10                        | 90     | (-)5         |

Wie man der Tabelle entnehmen kann, steigt das Grenzprodukt der Arbeit vorerst mit jedem zusätzlichen Arbeitseinsatz an. Es erreicht sein Maximum von 30 bei einem zusätzlichen Arbeitseinsatz von 3. Danach nimmt es wieder ab und kann bei zunehmender Einsatzmenge sogar wieder abnehmen. Wenn man z. B. von zusätzlich eingestellten Arbeitskräften ausgeht, kann man schlussfolgern, dass die ersten neu eingestellten Arbeiter einen größeren Nutzen bringen als der zuletzt eingestellte. Beispielsweise können fünf Arbeiter an einem Fließband schneller arbeiten als zwei Arbeiter, aber 10 Arbeiter können sich im Weg stehen.

### Cobb-Douglas-Produktionsfunktion
Eine weitere bekannte Produktionsfunktion ist die Cobb-Douglas-Produktionsfunktion, welche 1928 entwickelt wurde, kurz auch CD-Produktionsfunktion genannt:
{\displaystyle Y=c\cdot (K^{a}\cdot L^{b})}.
Hierin gelten:
- {\displaystyle Y}: Produktionsmenge
- {\displaystyle c}: Faktor. Ist {\displaystyle c} nicht konstant, sondern wird mit der Zeit größer, dann kann so technischer Fortschritt abgebildet werden. Als Faktor vor der gesamten Produktionsfunktion wie hier bildet {\displaystyle c(t)} ({\displaystyle t} = Zeit) Hicks-neutralen technischen Fortschritt ab.
- {\displaystyle K}: Kapitalstock
- {\displaystyle L}: Arbeitseinsatz,

wobei 
{\displaystyle a>0} und {\displaystyle 0<b<1},
also z. B.: {\displaystyle Y=F(K,L)=0{,}5\cdot K^{0{,}4}\cdot L^{0{,}6}}.
Der bedeutendste Unterschied zur ertragsgesetzlichen Funktion ist, dass die CD-Funktion kein Maximum hat. Folglich führt jede zusätzliche Einheit eines Produktionsfaktors zur Steigerung der Ausbringungsmenge. Bei dieser Produktionsfunktion gibt es also mit jedem weiteren Arbeitseinsatz einen höheren Ertrag. Der Betrag des Zuwachses nimmt aber ab.
Da das Grenzprodukt der Arbeit die erste partielle Ableitung der Produktionsfunktion nach dem Faktor Arbeit ist, ergibt sich:
{\displaystyle {\frac {\partial Y}{\partial L}}=0{,}3\cdot K^{0{,}4}\cdot L^{-0{,}4}}.

## Anwendung und Bedeutung
Das Grenzprodukt der Arbeit ist ein wichtiger Anhaltspunkt für verschiedene unternehmerische Entscheidungen, die mit dem Faktor Arbeit einhergehen.

### Grenzproduktivität
So ist die Grenzproduktivität ausschlaggebend für das Wertgrenzprodukt eines Faktors. Das Wertgrenzprodukt (WGP) errechnet sich aus dem Produkt aus eben dieser Grenzproduktivität und dem Preis des Outputs:
{\displaystyle {\text{WGP}}=\mathrm {Grenzproduktivit{\ddot {a}}t} \cdot {\text{Preis}}}.
Damit ergibt sich für das Wertgrenzprodukt der Arbeit:
{\displaystyle {\text{WGP}}={\frac {\partial Y}{\partial L}}\cdot {\frac {w}{p}}}.
Das Wertgrenzprodukt spielt eine große Rolle, weil darüber in der Regel der Faktorpreis eines Faktors bestimmt wird, hier also der Lohnsatz für den menschlichen Arbeitseinsatz. Bei einer optimalen Vergütung sollte der Lohn diesem WGP entsprechen.
Daraus lässt sich folgern, dass das Grenzprodukt der Arbeit auch bei Tarifverhandlungen eine tragende Rolle spielt.

### Arbeitsnachfrage
Bei gegebener Produktionsfunktion und gegebenem Reallohn (Quotient aus Arbeitslohn und Preis), lässt sich die Arbeitsnachfrage eines polypolistischen Unternehmens berechnen. Ein Unternehmen würde solange neue Arbeitskräfte einstellen, bis der nächste zusätzliche Mitarbeiter keinen Gewinn mehr stiften würde. Dies ist der Fall, wenn das Grenzprodukt der Arbeit soweit gesunken ist, dass der zusätzliche Erlös gerade dem Lohnsatz entspricht.

## Wirtschaftliche Aspekte
Das Grenzprodukt der Arbeit hängt von der vorhandenen Produktionsstruktur, dem jeweiligen Produktionsniveau und der jeweiligen partiellen Faktorintensität ab. Eine Rationalisierung spart Arbeitskräfte, wenn sie das Grenzprodukt des Kapitals stärker erhöht als das Grenzprodukt der Arbeit; umgekehrt verhält es sich bei Kapitalherabsetzungsmaßnahmen.
John Maynard Keynes zufolge entspricht unter der Annahme eines gegebenen Kapitalstocks bei einer gewinnmaximalen Beschäftigung und vollkommener Konkurrenz der Reallohn dem Grenzprodukt der Arbeit:
{\displaystyle {\frac {L}{P}}={\frac {\delta R}{\delta A}}}.
Wird der Nominallohn {\displaystyle L} dem Preisniveau {\displaystyle P} gegenübergestellt, so entspricht dies der Veränderung des Realeinkommens {\displaystyle R} dividiert durch die Veränderung des Faktors Arbeit {\displaystyle A}. 
Eine Differenz zwischen dem Grenzprodukt der Arbeit und dem Reallohnsatz bezeichnet man als „monopsonistische Ausbeutung“, weil ein gesetzlich oder tarifvertraglich festgelegter Mindestlohn nicht zu einer Verringerung, sondern zu einer Ausweitung der Arbeitsnachfrage führt.
Ist das Grenzprodukt der Arbeit {\displaystyle \delta A} positiv, so gilt:
{\displaystyle {\frac {\delta f}{\delta A}}>0}.
Wird der Arbeitseinsatz weiter erhöht – bei konstanter Menge anderer Produktionsfaktoren – so sinkt nach dem Ertragsgesetz die Grenzproduktivität. 
Das Verhältnis vom Lohnniveau {\displaystyle w} zum Zinsniveau {\displaystyle i} gleicht sich durch (internationale) Anpassungsprozesse an (siehe Heckscher-Ohlin-Modell), so dass letztlich das Grenzprodukt der Arbeit {\displaystyle \delta A} mit dem Grenzprodukt des Kapitals {\displaystyle \delta K} übereinstimmt:
{\displaystyle {\frac {w}{i}}={\frac {\delta A}{\delta K}}}.
Der Reallohn entspricht bei vollkommener Konkurrenz dem Grenzprodukt der Arbeit.